# باگلن
باگلن، (اندونزیایی: Kecamatan)، نام منطقه‌ای در ناحیهٔ پوروورجو در جاوه‌ی مرکزی در کشور اندونزی است.